# Ideopsis vanhasselti
Ideopsis vanhasselti är en fjärilsart som beskrevs av Van Eecke 1915. Ideopsis vanhasselti ingår i släktet Ideopsis och familjen praktfjärilar. Inga underarter finns listade i Catalogue of Life.